# 五一水库 (兴和)
五一水库是中国内蒙古自治区乌兰察布市兴和县境内的一座水库，位于苏记河上，建于1974年。水库正常库容为400万立方米，集雨面积为250平方千米，海拔为1451米。